# Reuben Goodstein
Reuben Goodstein (Londra, 15 dicembre 1912 – Leicester, 8 marzo 1985) è stato un matematico britannico con un forte interesse per la filosofia e per l'insegnamento della matematica.

## Biografia
Dopo aver studiato presso la St Paul's School di Londra, conseguì il Master of Arts al Magdalene College di Cambridge. Successivamente, lavorò per qualche tempo all'Università di Reading, ma trascorse infine la maggior parte della sua carriera accademica presso l'Università di Leicester. Nel 1946 ottenne il dottorato di ricerca presso l'Università di Londra, mentre lavorava ancora a Reading.
Goodstein studiò anche con Ludwig Wittgenstein.

## Attività di ricerca
Goodstein pubblicò molti scritti sul finitismo e sulla ricostruzione dell'analisi da un punto di vista finitistico, quali ad esempio Constructive Formalism. Essays on the foundations of mathematics. Il teorema di Goodstein fu uno dei primi esempi di teoremi trovati non dimostrabili nell'aritmetica di Peano, ma dimostrabili in sistemi logici più forti (come l'aritmetica del secondo ordine). Egli introdusse anche una variante della funzione di Ackermann che ora è nota come sequenza di iperoperazioni, insieme alla nomenclatura convenzionale ancora in vigore per queste operazioni (tetrazione, pentazione, esazione, ecc.).
Oltre alla logica matematica (di cui ricoperse la prima cattedra nel Regno Unito), all'analisi matematica e alla filosofia della matematica, Goodstein si interessò fortemente dell'insegnamento della matematica. Dal 1956 al 1962 fu uno dei redattori del The Mathematical Gazette. Nel 1962 fu invitato a Stoccolma in qualità di relatore al Congresso Internazionale dei Matematici, dove tenne un discorso dal titolo A recursive lattice ("Un reticolo ricorsivo"). Tra i suoi dottorandi ci furono Martin Löb e Alan Bundy.

## Pubblicazioni
- Fundamental concepts of mathematics, Pergamon Press, 1962, 2nd edn. 1979
- Essays in the philosophy of mathematics, Leicester University Press 1965
- Recursive Analysis, North Holland 1961, Dover 2010
- Mathematical Logic, Leicester University Press 1957[6]
- Development of mathematical logic, London, Logos Press 1971
- Complex functions, McGraw Hill 1965
- Boolean Algebra, Pergamon Press 1963, Dover 2007
- Recursive number theory - a development of recursive arithmetic in a logic-free equation calculus, North Holland 1957
- Constructive formalism - essays on the foundations of mathematics, Leicester University College 1951
- Reuiben Goodstein e E. J. F. Primrose, Axiomatic projective geometry, Leicester University College 1953